# Албена Хранова
Албена Владимирова Хранова е българска литературна историчка, професор в Пловдивския университет „Паисий Хилендарски“.

## Биография
Родена е на 12 май 1962 г. Завършва гимназия с преподаване на английски език (1980) и Пловдивския университет, специалност „Славянска филология“ (1985).
Кандидат на филологическите науки (доктор по литературознание) с дисертация на тема „Към въпроса за спецификата на българската лирика за деца до Втората световна война в литературно-исторически ракурс“ (1995) и доктор по социална антропология и наука за културата с дисертация на тема „Историография и литература. За социалното конструиране на исторически понятия и Големи разкази в българската култура ХIХ – ХХ век: теоретични рамки и казуси“ (2010).
През декември 1986 г. е назначена на длъжност асистент в катедрата по българска литература на Филологическия факултет на Пловдивския университет „Паисий Хилендарски“. Доцент по българска литература (1998) и професор по социология, антропология и науки за културата (2011) в Пловдивския университет.
Членка е на Съюза на учените в България. Председателка е на експертния съвет на програма „Литература“ (февруари – декември 1999) и членка на експертния съвет на програма „Нова публичност“ към Центъра за изкуства „Сорос“ – София (1999 – 2001).
Членка е на редколегията на списание „Критика и хуманизъм“.
Стипендиантка е на Центъра за академични изследвания в София със стипендия „Пфорцхаймер“ (2020 – 2021).
Авторка е на влиятелно изследване върху романите на Антон Дончев, което предизвиква научната общност и широката общественост, като е приета със силно одобрение и неодобрение (включващо обвинение в неолиберализъм).
Умира на 15 октомври 2024 г.

## Отличия и награди
Носителка е на наградата за литературна критика на СБП за „Двете български литератури: граници на лирическия контекст“ (1992), връчена ѝ през 1993 г.
Носителка е на награда „Пловдив“ в раздел „Литература“ за „Литературният човек и неговите български езици“ (1995).

### Авторски книги (монографии и сборници)
- Двете български литератури. Граници на лирическия контекст. Пловдив: Университетско издателство „Паисий Хилендарски“, 1992. (ISBN 954-423-031-9)[17]
- Литературният човек и неговите български езици. Пловдив: Университетско издателство „Паисий Хилендарски“, 1995. (ISBN 954-423-090-4)
- Подстъпи към приказката (Пепеляшка – Cendrillon и Ashenputtel). Пловдив: Университетско издателство „Паисий Хилендарски“, 1996. (ISBN 954-423-108-0)[18], [19], [20]
- Яворов. Диалектика и алхимии. Пловдив: Жанет 45, 1999, 94 с. (ISBN 954-491-041-7)
- Езикът и неговите речи. София: Фигура, 2000. (ISBN 954-9985-04-0)[21], [22],
- Български интертекстове. София: Просвета, 2002.[23]
- Георги Господинов: Разроявания. Пловдив: Жанет 45, 2004, 40 с. (ISBN 954-491-165-0)[24]
- Историография и литература: За социалното конструиране на исторически понятия и Големи разкази в българската култура XIX-XX век. София: Просвета, т.1, 2011, 574 с. (ISBN 978-954-01-2570-1)
- Историография и литература: За социалното конструиране на исторически понятия и Големи разкази в българската култура XIX-XX век. София: Просвета, т.2, 2011, 612 с. (ISBN 978-954-01-2572-5)[25]

### Съставителство
- Нова публичност: българските дебати 1999. София: Център за изкуства „Сорос“ и ИК „Сонм“, 2000, 305 с.
- Тематичен брой на „Критика и хуманизъм“ Литература. Историография. Социология, кн. 29, бр. 2/2009, 401 с.

### Учебници и помагала
Съавторка е на редица учебници по литература и педагогически помагала за основния и гимназиалния курс.

### Поезия
- До отвъд. Пловдив: Христо Г. Данов, 1984, 48 с.
- Жена в сянката. Пловдив: Христо Г. Данов, 1990, 80 с.